# Михайловка (Неклиновский район)
Миха́йловка — хутор в Неклиновском районе Ростовской области.
Входит в состав Фёдоровского сельского поселения.

## Население
| 2010 |
| ---- |
| 112  |

## Улицы
- ул. Заречная,
- ул. Нагорная,
- ул. Садовая.